# Burray
Burray ist mit einer Fläche von 9,03 km² bei einer Länge von ca. 5 km und einer max. Breite von drei Kilometern eine der kleineren Inseln der Orkney. Der Name stammt vom altnordischen Borgaray und bedeutet Broch-Insel.
Sie liegt etwa zwei Kilometer südlich von Mainland und nur wenige hundert Meter nördlich von South Ronaldsay und ist mit beiden Inseln durch die Dämme der Churchill Barriers verbunden. Über diese verläuft eine Landstraße, so dass Kirkwall oder die Fähre in Burwick erreichbar sind. Höchste Erhebung ist der Berryhill mit 80 Metern.

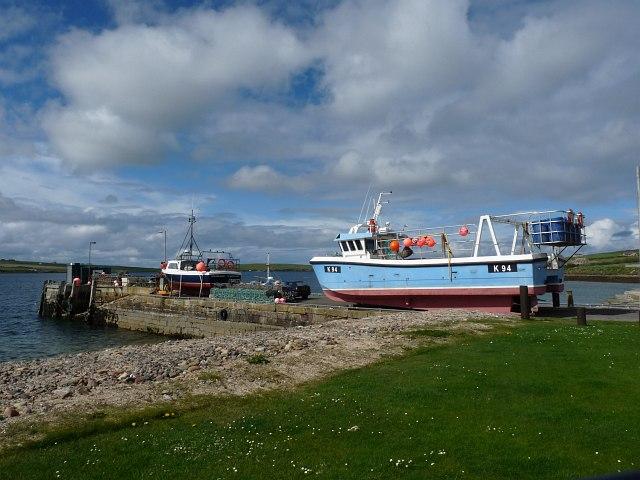
Der Pier

Die meisten der 409 Einwohner leben in dem Fischerdorf Burray Village. Sie arbeiten auf Mainland oder leben vom Fischfang und der Landwirtschaft (Viehhaltung). Der Tourismus spielt eine untergeordnete Rolle.
Auf Burray gibt es eine Kirche, ein Fossilienmuseum und im Norden die Überreste der Brochs von Northfield und der St. Lawrence’s Church. Im Westen in der Bucht von Scapa Flow liegt die über einen Damm erreichbare unbewohnte Insel Hunda. Unbewohnt sind auch die beiden nördlich durch die Churchill Barrier verbundenen kleinen Nachbarinseln Glims Holm und Lamb Holm. Auf letzterer befand sich im Zweiten Weltkrieg ein Lager für italienische Kriegsgefangene, die beim Bau der Churchill Barrier helfen mussten. Sie errichteten 1943 mit einfachen Mitteln die Italian Chapel, eine kleine Kapelle, die heute ein Mahnmal gegen den Krieg ist.
Auf der Insel wurde ein Hort aus der Wikingerzeit und ein Knochenhort aus piktischer Zeit gefunden. Es gab bis 1863 einen Stalled Cairn bei Northfield, den der Pächter zerstört hat. Die Kammer war etwa 4,2 m lang und 2,4 m breit und durch vier Querplatten in drei Kammern unterteilt. Über zwanzig menschliche und sieben Hundeskelette wurden gefunden.